# 혐오스런 마츠코의 일생
《혐오스런 마츠코의 일생》(일본어: 嫌われ松子の一生)은 야마다 무네키가 2003년 발표한 소설이다. 발매 당시에, 엄청난 반향을 일으켜 영화를 비롯한 TV 드라마로 제작이 되었고 대한민국에도 뮤지컬로 각색되어 상영했다. 야마다 무네키가 평론가로부터 여성들의 심리를 모른다는 비평을 듣고 만든 소설이라고 한다.

## 시놉시스
도쿄에서 백수로 지내던 쇼에게 갑작스레 아버지가 유골함을 들고 방문한다. 아버지는 쇼에게 유골은 마츠코 고모의 것이며, 마츠코라는 큰고모가 있었다는 사실과 마츠코가 살해당했다는 소식을 알린다. 죽은 고모의 아파트 뒷정리를 부탁받은 쇼는 여자친구 아스카와 함께 마츠코 고모가 살던 아파트를 찾아간다. 가족들의 수치였다는 마츠코의 인생은 아파트에서 만난 옆집 남자 오쿠라 슈지, 제자였다는 류 요이치 등을 통해 조금씩 드러나기 시작한다.

## 등장인물
카와지리 마츠코 (川尻松子)
본작의 주인공. 카와지리 일가의 장녀였으나 53세의 나이에 살해당했다. 별명은 "혐오스런 마츠코"로 밤마다 소리를 질러서 이웃들에게 기피대상이 되었었다고한다. 쇼가 어렸을 적 잠시 고향에 내려갔는데 쇼를 만났었고 노리오로부터 쇼가 자신의 조카라는 것을 알았다.
카와지리 쇼 (川尻 笙)
소설의 서술자이자 제 2의 주인공. 19세. 도쿄에 있는 대학교를 다니는 학생으로 여름방학을 맞이해 아스카와 같이 동거하고 있었으나 큰고모 마츠코의 유품을 정리해달라는 부친의 연락을 받고 마츠코가 살았던 아파트를 시작으로 고모의 흔적을 찾게 된다. 처음에는 다소 철이 없는 성격의 소유자였으나 고모의 비참했던 일생을 알게 되면서 동정을 하게 되고 마지막에 마츠코 살해 사건 법정에서 유족으로 참여, 반성을 안하는 범인들과 부모의 태도에 열받아서 난동을 부리다가 퇴장당한다. 사실 어렸을 적에 마츠코와 잠시 만난 적이 있었으나 너무 어렸기에 기억을 못했다.
류 요이치 (龍 洋一)
마츠코가 살해당한 시점(2001년)에서는 45세. 등장 빈도는 낮지만 또 다른 주인공이라고 할 수 있는 인물이다. 마츠코의 제자이자 마츠코의 인생이 몰락하게 된 수학여행 돈 도난 사건에서 누명을 씌운 장본인이다. 가정환경은 매우 안좋았는데 부친은 없었고 모친은 남자를 만나서 한탕이나 하려는 가정에 매우 소홀히하는 한심한 여자에 여동생이 있었다. 그뒤 야쿠자가 되었으나 가족들은 전부 가출해 소식이 끊겼고, 미용사가 된 마츠코와 재회해 용서를 구하고는 마츠코의 마지막 남자가 된다. 그러나 마약 밀매를 거부해 조직으로부터 배신자로 간주되어 쫓기게 되어서 마약을 먹고 경찰과 거래를 해 참작이 되어 교도소에 가게 된다. 마츠코의 인생을 두번이나 망치게 한 것에 책임을 가지고 있어서 그녀의 곁을 떠나게 되었고 지역 선거에 출마한 교장 선생을 살해해 두 번째로 교도소에 수감, 교장 손녀에게 감화되어서 기독교를 믿게 되었다. 현재 시점에서는 교회에서 일하고 있었다.
와타나베 아스카 (渡辺 明日香)
쇼의 여자친구로 19세. 쇼하고는 대학교 강의를 듣다 만난 사이로 마츠코의 발자취를 찾던 도중 깨닫고 대학교를 자퇴. 해외의 의대로 진학하게 된다. 영화에서는 분량상 대거 편집이 되었으나 사실은 어렸을 적에 모친을 잃었고 생판 남인 마츠코에게 관심을 보였던 건 어머니와 동일시했기 때문이다.
오쿠라 쇼지
「히카리 소라」아파트의 거주민으로 마츠코와는 옆집이웃이었다. 다소 양키스러운 패션에 경박한 말투를 가진 남자로 마츠코가 이웃들에게 얼마나 애물단지였는지 쇼에게 말해주는 인물.
사와무라 메구미
49세. 전 성은 아스마. AV 제작 및 배우 사무소 「사와무라 기획」의 사장으로 슬하에 아이 두명이 있다. 나이에 걸맞지 않는 엄청난 동안의 소유자로 30대처럼 보인다고. 마츠코하고는 여성 교도소에서 만난 사이로 같은 방을 썼다. 메구미는 당시 성욕해소를 못하던 여성 죄수들의 상대역이 되었는데 남성 역할을 맡았고 러브레터까지 받았었다고. 그러나 출소 후 결혼을 한걸 보면 동성애자는 아니다. 출소 후에는 스트립 댄서 및 모델로 활동하다 사와무라 기획과 계약. 당시 사장이었던 남편과 만나 결혼하게 되며 남편이 병사하고 사무소가 어려워지자 본인이 직접 미즈사와 아오이 명의로 AV 배우로 뛰기까지 했다. 마츠코하고는 아카네에서 다시 만나 교류를 했으나 이때 마츠코는 류에게 얻어맞고 있었고 미용실까지 그만두어 대판 싸우고 인연이 끊기게 된다. 18년 후 병원에서 마츠코와 재회했을때는 폐인이 된 모습에 경악을 했으나 계속 마츠코를 믿고 전속 미용사로 와달라고 부탁을 해 명함을 쥐어주었다.
우치다 아카네
전 이름은 "아카네", 현 이름은 "루즈" 미용실의 여사장. 60세를 넘긴 거장. 여성 교도소내 미용실과 이름이 같아 손님들은 형무소 출신이 많았었다고 언급한다. 마츠코와 만났을 땐 당시 모집을 하지 않았으나 그녀의 열의와 실력을 보고 감탄해 채용을 했었으며 편견이 없는 인물. 그러나 마츠코가 미용 컨테스트에 못나가게 되고 류와 만나면서 일에 소홀히 하게 되어 걱정이 되어 아파트에 찾아갔지만 이미 마츠코는 류와 체포되어 감옥에 가 연락이 끊기게 되었다. 그러나 출소한 류와 메구미하고는 간간히 연락했었다. 영화에서는 분량 문제로 짤렸다.
카와지리 노리오
쇼의 부친이자 마츠코의 남동생. 현 카와지리 일가의 가장으로 쇼에게 누나의 유품과 생전 거주하던 아파트를 정리해달라고 부탁했다. 과거 마츠코가 일방적으로 집을 나가는 바람에 집안은 풍비박산이 났고 근간 마츠코가 매춘에 살인까지 해서 고생을 많이 해 마츠코를 매우 증오해서 가족으로서 인연을 끊었다.
카와지리 츠네조
마츠코 3남매의 부친이자 쇼의 조부. 시대상 매우 가부장적이고 엄격한 아버지로 장녀인 마츠코에겐 엄격했고 몸이 약한 쿠미만 신경을 써서 마츠코가 애정결핍증을 앓게 된 원인이 되었다. 그러나 표현을 안해서 그랬지 사실은 마츠코를 사랑했었고 마츠코가 가출했을 때도 일기장의 마지막 부분에 계속 연락이 없었다는 문장으로 끝맻으면서 마츠코를 그리워하다 뇌졸중으로 사망했다. 향년 51세.
카와지리 타에
마츠코 3남매의 모친이자 쇼의 조모.
카와지리 에리
카와지리 노리오의 아내. 즉 쇼의 모친이자 마츠코에겐 올케에게 해당되는 사람. 백야를 떠나고 마츠코가 매춘으로 번 돈으로 노리오에게 빌린 돈을 갚으려고 잠시 고향으로 돌아왔을 때 한번 만났었다.
카와지리 쿠미
마츠코와 노리오의 여동생이자 쇼의 작은 고모. 카와지리 일가의 막내. 몸이 너무 약해 잔병 치레만 앓아도 바로 목숨에 지장이 가 학교를 쉬고 매일 침대에 누워있어 아버지의 관심을 독차지했으며 마츠코가 애정결핍을 앓게 되는 원인이 되었다. 가출하려던 마츠코를 막으려다 그녀에게 목이 졸린 영향으로 정신에 문제가 생겼고 계속 마츠코를 찾다 마츠코가 40세가 되던 해에 죽었다. 향년 34세로 유언은 "언니, 어서 와 (姉ちゃん、おかえり)" 마츠코에겐 애증의 대상으로 가족의 사랑을 독차지하는 쿠미를 질투했으나 끝내 쿠미를 증오하지 못했는데 가출 전에도 쿠미를 돌봐주었었고 쿠미의 부고 소식을 들었을 때도 우울해했으며 죽을 때도 본 주마등에서는 쿠미와 화해하는 것이었다. 작품에서 아버지와 메구미, 아카기, 아야노와 더불어 마츠코를 진심으로 사랑해준 몇 안 되는 인물이었다.
야메카와 타츠야
작가 지망생. 다자이 오사무의 환생이라고 믿고 있고 엄청난 재능을 가졌으나 현재는 슬럼프에 빠져서 작품을 못쓰고 있었고 오카노로부터 한물갔다는 평을 듣고 있었다. 마츠코와는 경식당에서 만난 사이. 생활고와 슬럼프때문에 마츠코에게 손찌껌을 하게 되었고 마츠코가 자기 때문에 고생한다는 자괴감으로 전철에 뛰어들어 자살을 하고 만다.
오카노 타케오
아메카와의 친구이자 담당 편집자. 그러나 원래는 작가 지망생으로 아메카와에게 열등감과 질투를 가지고 있었고 아메카와가 죽자 나름대로 컴플렉스를 해결한답시고 마츠코랑 불륜 관계가 되었다. 그러나 미행한 마츠코때문에 부인으로부터 불륜 관계가 발각되자 마츠코에게 거금을 주고 곁을 떠난다.
오노데라 야스
마츠코가 매춘부로 일했을 때 만난 남성으로 단골 손님이었다. 오노데라로부터 큰물에 놀자는 제안을 듣고 같이 백야를 떠나 오노데라는 마츠코의 기둥서방이 된다. 그러나 오카노처럼 마츠코를 이용하려고 했을 뿐 사랑하지 않았고 뒤로는 마츠코보다 어린 다른 여자랑 놀면서 도박 및 각성제에 손을 대 마츠코를 마약 중독자로 만들었다. 결국 그의 배신을 안 마츠코에게 살해당한다.
시마즈 겐지
미용사, 오노데라 살해 후 자살을 하려던 마츠코와 만나 동거하게 되었고 서로 사랑하는 사이가 되었다. 그러나 마츠코가 체포되고 난 뒤 소식이 끊기게 되었는데 마츠코가 출소하고 다시 봤을때는 아내와 아이가 있었다. 영화에서는 편집되었으나 소설에서는 마츠코가 모범수 석방을 위해 참고인 신청을 했을 때 거절함으로서 시마즈 쪽에서 마츠코를 멀리했었음을 알 수 있다.
류 요이치 (龍 洋一)
마츠코의 마지막 남자였다.
아카기
백야의 매니저이자 야쿠자. 나름대로 매춘에 대한 프로의식을 가지고 있어 마츠코가 아메카와와 동거했을 때는 그녀가 그저 돈 때문에 억지로 일하려고 했다는 것을 알고 쫓아냈고 두 번째 면접때는 아야노의 설득과 마츠코의 태도가 달라져 채용을 하게 된다. 그러나 백야의 영업 방침이 달라져 먼저 그만두게 되었고 몇년만에 마츠코와 재회해 그녀와 같이 홋카이도에 갈 것을 권유했으나 거절당하고 홋카이도에 가면서 연락이 완전히 끊기게된다. 사실 마츠코에게 마음을 가지고 있었으나 마츠코가 거절을 했었다.
사이도 스미코
예명은 아야노. 마츠코가 오기 전 백야의 넘버 원 매춘부였고 오카노로부터 차인 마츠코가 취직을 할 때 그녀의 대담함과 재능을 알아보고 채용에 찬성의견을 보냈다. 백야의 방침이 달라져 마츠코와 같이 퇴물이 되었을 때 매춘일에 질려있었고 식당을 열기 위해 아카기 다음으로 백야에서 나가게 된다. 그러나 몇 년 후 백야에서는 청소부로 일했던 각성제에 중독된 내연남의 손에 살해당하고 만다.
- 사에키 슌지

마츠코의 동료 교사. 마츠코에게 데이트 신청을 했었고 마츠코도 한때나마 그에게 연심을 품었으나 절도 사건에 연류되자 모르는 척을 함으로서 인연을 끊었다.